# Ligne 24A (Infrabel)
La ligne 24A est la ligne, construite par les Allemands, qui reliait autrefois la Ligne 24 et la Ligne 37 entre le Viaduc de Moresnet et le Buschtunnel. Cette ligne très courte a fermé en 1968 et a laissé quelques vestiges